# Derecho de sucesiones
El derecho de sucesiones o derecho sucesorio es aquella parte del derecho privado que regula la sucesión mortis causa y determina el destino de las titularidades y relaciones jurídicas tanto activas como pasivas de una persona después de su muerte.
En la regulación de las sucesiones, se contemplan importantes aspectos, tales como:
- Destino que se le van a dar a los bienes del difunto o causante. Se determina el ámbito de actuación de la autonomía de la voluntad, las normas imperativas que sean necesarias y las normas dispositivas que suplirán la voluntad del causante, en caso de no existir testamento.
- Requisitos de validez del testamento, con la finalidad de asegurar que lo que aparezca en él sea realmente la voluntad del testador.
- Los trámites necesarios para el reparto del caudal relicto.

## Personas intervinientes
- Causante: persona que transmite su patrimonio por causa de su fallecimiento.
- Testador: es el causante que dicta testimonio o testamento.
- Heredero o causahabiente: persona o conjunto de personas que reciben el patrimonio del causante.
- Legatario: persona que recibe determinados bienes individuales del causante pero no una cuota de la herencia.
- Albacea: es el encargado por un testador o por un juez de cumplir la última voluntad del causante y custodiar sus bienes.

## Tipos de sistemas
En el derecho comparado existen básicamente dos sistemas de organizar la sucesión mortis causa:
- Que los bienes de la herencia se entregan desde el primer momento a los herederos, quienes se ocupan de administrarla y liquidarla, proveniente del sistema romano.
- Que la sucesión de la que se hace cargo un ejecutor intermediario, proveniente del sistema inglés.

## Clases de sucesiones por causa de muerte
Dentro de las sucesiones por causa de muerte o sucesiones mortis causa se distinguen dos clases según que el fallecido haya establecido su voluntad en forma de testamento:
- Sucesión testada:  Es la sucesión hereditaria que tiene su causa en la voluntad del fallecido manifestada en un testamento válido. El causante puede disponer libremente de sus bienes para después de su muerte, con ciertas limitaciones, atribuyendo la propiedad de los bienes a las personas que desee, para lo que debe fijar en vida su última voluntad a través de un testamento. Las limitaciones que las leyes suelen fijar son la designación de cierto familiares a los que se reconoce el derecho a heredar una parte de los bienes del causante, aun en contra de su voluntad. A esta porción de la herencia se le denomina legítima.[2]
  - Legítima es un limitación que impone la ley de forma imperativa a la capacidad del testador de distribuir la herencia, al obligar que una porción de la misma quede reservada de forma obligada a determinados familiares, llamados por esto herederos forzosos o legitimarios.[3]
  - Codicilo
- Sucesión intestada o abintestato, es aquella sucesión que se produce cuando falta testamento del causante respecto a todo o parte de los bienes. El orden sucesorio para este tipo de sucesiones es el previsto en la Ley. El orden de suceder habitual en gran cantidad de países incluye por este orden, a descendientes, ascendientes, cónyuge, colaterales y El Estado en último lugar.

## Regulación por países

### Chile
En Chile, se encuentra regulado en el Libro III del Código Civil "De la sucesión por causa de muerte y de las donaciones entre vivos". Notas características del Derecho sucesorio chileno:
- El Fisco es en último término, a falta de descendientes, cónyuge, ascendientes, hermanos y otros colaterales, heredero de los bienes del difunto.
- Ciertos parientes en el siguiente orden de prelación: los descendientes (por sí o representados) el cónyuge supérstite (excepto si por su culpa dio causa a la separación judicial) y los ascendientes (excepto si la paternidad o maternidad en su caso fue decretada judicialmente contra su oposición) están obligados a recibir una parte de la herencia del fallecido o causante, independientemente de la voluntad del causante. A esta parte se la denomina legítima.
- Existe libertad restringida de disposición mortis causa. El causante puede decidir libremente como dejar sus bienes, respetando la legítima. En caso de que en vida del causante haya realizado donaciones que superen la cuarta de libre disposición, sus causahabientes pueden revocar las donaciones vía acción de inoficiosa donación.
- En caso de que no haya testamento, o este no sea conforme a derecho, o las disposiciones contenidas en él no surten efecto, entran en juego las normas del Código Civil respecto de la sucesión intestada (opera por defecto).

### Colombia
El Código Civil Colombiano regula las sucesiones por causa de muerte en su libro Tercero, desde el Título 1 hasta el Título 12, en los artículos del 1008 al 1442. Por su parte, los artículos del 1443 al 1493 se encargan de regular las donaciones entre vivos. Además, la parte procesal o procedimental está consagrada en los artículos 571 al 624 del Código de Procedimiento Civil, es decir, 54 artículos adicionales.
¿Se puede hacer una sucesión SIN abogado en Colombia?
El proceso de una sucesión puede ser complicado y variar según la situación de los herederos y el valor de los bienes sucedidos. Sin embargo, si los herederos están de acuerdo y la sucesión no supera los 15 salarios mínimos legales vigentes, se puede realizar el trámite notarial sin necesidad de contratar a un abogado. En caso de que la sucesión supere este valor, se requerirá la asesoría de un abogado para realizar el trámite notarial. Por otro lado, si los herederos no están de acuerdo en la distribución de la herencia, es obligatorio contratar a un abogado para iniciar el proceso judicial ante un Juez de Familia. En resumen, es importante tener en cuenta las diferentes opciones disponibles y contratar un abogado en caso de ser necesario para asegurar que el proceso se lleve a cabo de manera efectiva y legal.  

### España
Notas características del Derecho sucesorio de España:
- Se regula en el Código Civil, artículos 657 a 1.087.
- Ciertos parientes en línea recta (ascendientes/descendientes) y el cónyuge tienen derecho a recibir dos tercios de la herencia del fallecido o causante, independientemente de la voluntad del causante. A esta parte se la denomina legítima.
- La legítima se divide en "legítima estricta" (1/3) y "mejora" (1/3).
- El cónyuge superviviente tiene como mínimo derecho al usufructo del tercio de "mejora".
- El tercio restante ("tercio de "libre disposición") el causante lo puede legar a quien quiera. En este sentido, existe libertad de disposición mortis causa. El causante puede decidir libremente cómo dejar sus bienes, siempre con el respeto a la legítima.
- En caso de que no haya testamento, entran en juego las normas del Código Civil y los parientes que este señale (sucesión intestada).

Junto con el sistema sucesorio regulado en el Código Civil, coexisten en este país, los diferentes sistemas establecidos por las legislaciones forales. Estos se caracterizan en general, en el ámbito del derecho de sucesiones, por una mayor libertad para testar, así como la admisión en la mayoría del derecho foral de la figura de los pactos sucesorios.
Caso específico es el del Derecho Foral de Navarra, donde el testador goza de absoluta libertad de disposición de sus bienes, salvo dos excepciones: La relativa a los hijos de anteriores matrimonios, así como las derivadas del usufructo de fidelidad establecido en favor del cónyuge viudo.

### Argentina
En Argentina el Código Civil y Comercial rige las sucesiones en su Libro V, Título I, artículos 2277 a 2531.
Se destacan los siguientes elementos:
- La legítima es la parte de bienes que componen la herencia que no son disponibles para dar a otras personas que no son los herederos forzosos, ya que la ley declara nula todo disposición en contrario.

- La proporción de la Legítima varía según qué tipo de herederos concurren a la sucesión. La legítima de los hijos en la sucesión de los padres es 2/3 de los bienes, del hijo a los padres 1/2 y la del cónyuge 1/2. Eso no significa que hereden ese porcentaje de la herencia, sino que determina cuál es la porción indisponible por testamento. Todo lo que exceda estos porcentuales podrá ser dispuesto por testamento a favor de cualquier persona (sea heredero forzoso o no).

### Cuba
El Código Civil de Cuba, Ley 59 de 1987, regula el Derecho de Sucesiones en su Libro Cuarto, desde el artículo 466 hasta el 547.
Herederos Especialmente Protegidos es una institución peculiar del Derecho Cubano regulada en el artículo 493 del Código Civil. Según el artículo 492 limita la libertad de testar hasta la mitad de la herencia. Existen Herederos Especialmente Protegidos cuando los hijos o sus descendientes en caso de premoriencia de estos, el cónyuge sobreviviente y los ascendientes se encuentren incapacitados para trabajar y dependan económicamente del causante

### Perú
Artículo 815º.- Casos de sucesión intestada
La herencia corresponde a los herederos legales cuando:
1.- El causante muere sin dejar testamento; el que otorgó ha sido declarado nulo total o parcialmente; ha caducado por falta de comprobación judicial; o se declara invalida la desheredacion.
2.- El testamento no contiene institución de heredero, o se ha declarado la caducidad o invalidez de la disposición que lo instituye.
3.- El heredero forzoso muere antes que el testador, renuncia a la herencia o la pierde por indignidad o desheredacion y no tiene descendientes.
4.- El heredero voluntario o el legatario muere antes que el testador; o por no haberse cumplido la condición establecida por este; o por renuncia, o por haberse declarado indignos a estos sucesores sin sustitutos designados.
5.- El testador que no tiene herederos forzosos o voluntarios instituidos en testamento, no ha dispuesto de todos sus bienes en legados, en cuyo caso la sucesión legal solo funciona con respecto a los bienes de que no dispuso.
La declaración judicial de herederos por sucesión total o parcialmente intestada, no impide al preterido por la declaración haga valer los derechos que le confiere el artículo 664.

### Uruguay
En Uruguay, la sucesión es un procedimiento legal esencial para la distribución de bienes de una persona fallecida y está regulada por el Código Civil y la Ley N.º 15.855. El Código Civil aborda las sucesiones en su Libro III, Título VI, que abarca desde el artículo 776 hasta el artículo 1186. Estos artículos regulan el orden de los herederos, la validez de los testamentos y el detalle del procedimiento sucesorio. La Ley N.º 15.855, promulgada en 1987, introduce modificaciones al Código Civil en materia de sucesiones, como el impuesto sobre los bienes heredados y mayores derechos hereditarios al cónyuge sobreviviente, especialmente en ausencia de hijos, así como derechos hereditarios al concubino sobreviviente.
Existen dos tipos de procedimientos de sucesión en Uruguay:
- Sucesión Testamentaria: Cuando el fallecido ha dejado un testamento válido, el proceso sucesorio se lleva a cabo de acuerdo con las disposiciones establecidas en dicho documento.
- Sucesión Intestada: Si no existe un testamento, la sucesión se realiza conforme a las leyes de herencia de Uruguay. Los bienes del fallecido se distribuyen entre los herederos legales siguiendo un orden de prelación establecido por la ley.

El proceso de sucesión en Uruguay incluye varios pasos, como la presentación de una solicitud en el juzgado competente con la documentación pertinente, la designación de un administrador de la sucesión, la liquidación de deudas, y el pago de impuestos sucesorios antes de la distribución final de los bienes.